# Bathgate Football Club
Maillots
Bathgate Football Club est un ancien club de football écossais basé à Bathgate, West Lothian, fondé en 1893 et disparu en 1938, membre de la Scottish Football League entre 1921 et 1929. 

## Histoire
Le club a été fondé en 1893, affilié à la Midland Football League en 1903, à la Scottish Football Union de 1906 à 1909 (dont ils remportèrent la compétition en 1907-08) et à la Central Football League à partir de 1909.
Ils furent acceptés à rejoindre la Scottish Football League en 1921, à l'occasion de la réapparition de la Division 2 interrompue à la suite de la Première Guerre mondiale. Ils terminèrent leurs premières saisons à des places tout à fait honnêtes, étant même proche d'obtenir la promotion en 1924.
Toutefois, les finances du club se dégradèrent fortement par la suite, à l'instar de beaucoup de clubs de villes minières du West Lothian, durement touchés par le déclin des industries locales liées au charbon et à l'huile de schiste. De plus, la grande grève de 1926 fragilisa encore plus les finances du club, en réduisant de beaucoup les entrées d'argent de la billetterie. Le club finit par se retirer de la Scottish Football League en mars 1929, alors que la saison n'était pas encore finie. Les résultats des matches qu'ils avaient déjà joués furent annulés.
Ils continuèrent alors quelque temps dans l'East of Scotland Football League, jouant leur dernier match le 16 avril 1932 et le club disparut officiellement en octobre 1938. Un club jouant dans les ligues juniors, Bathgate Thistle F.C. (en), a par la suite été fondé dans la ville.

## Palmarès
- 3 fois vainqueur de la Scottish Qualifying Cup

## Statistiques
| Saison  | M   | V   | N   | D   | bp  | bc  | Pts | Pos |
| ------- | --- | --- | --- | --- | --- | --- | --- | --- |
| 1921-22 | 38  | 16  | 11  | 11  | 56  | 41  | 43  | 5e  |
| 1922-23 | 38  | 16  | 9   | 13  | 67  | 55  | 41  | 5e  |
| 1923-24 | 38  | 16  | 12  | 10  | 58  | 49  | 44  | 3e  |
| 1924-25 | 38  | 12  | 10  | 16  | 58  | 74  | 34  | 16e |
| 1925-26 | 38  | 7   | 6   | 25  | 60  | 105 | 20  | 19e |
| 1926-27 | 38  | 13  | 7   | 18  | 76  | 98  | 33  | 17e |
| 1927-28 | 38  | 10  | 11  | 17  | 62  | 81  | 31  | 19e |
| 1928-29 | N/A | N/A | N/A | N/A | N/A | N/A | N/A | N/A |

M = matches joués ; V = victoires ; N = matches nuls ; D = défaites ; bp = buts pour ; bc = buts contre ; Pts = points (2 pour une victoire, 1 pour un match nul) ; Pos = classement final.